# Пырх, Инга Михайловна
Инга Михайловна Пырх (род. 12 августа 1975) — российская дзюдоистка, призёр чемпионатов России, мастер спорта России. Первым серьёзным успехом спортсменки стало второе место на международном турнире класса «А» в Софии в 1994 году. На следующий год она стала серебряным призёром чемпионата России. Впоследствии Инга Пырх ещё раз становилась серебряным призёром чемпионатов страны (2005), и трижды — бронзовым (1996, 2001 и 2007). В 2002 году спортсменка стала бронзовым призёром международного турнира в Праге.

## Спортивные результаты
- Международный турнир класса «А» (София, 1994 год) — ;
- Чемпионат России по дзюдо 1995 года — ;
- Чемпионат России по дзюдо 1996 года — ;
- Чемпионат России по дзюдо 2001 года — ;
- Международный турнир класса «А» (Прага, 2002 год) — ;
- Чемпионат России по дзюдо 2005 года — ;
- Чемпионат России по дзюдо 2007 года — ;